# Nastus longispicula
Nastus longispicula är en gräsart som beskrevs av Richard Eric Holttum. Nastus longispicula ingår i släktet Nastus och familjen gräs. Inga underarter finns listade i Catalogue of Life.